# Emili Godes i Hurtado
Emili Godes i Hurtado (Barcelona, 1895 - 1970) fou un fotògraf català, membre de l'Agrupació Fotogràfica de Catalunya.

## Biografia
Emili Godes era el més gran de set germans d'una família aficionada a les arts. Es va iniciar en el món de la fotografia als 15 anys a la Casa Riba i, l'any 1920, va passar a ser l'encarregat de la Casa Narcís Cuyàs. Poc després, Godes es va vincular a l'Agrupació Fotogràfica de Catalunya, creada l'any 1923.
Amb la seva dona, Antònia Diago, amb qui va unir-se en matrimoni en 1920, va tenir tres fills, Monstserrat, Jesús i Maria Rosa.
El 1927 arran d'un viatge a Còrdova, va realitzar interessants reportatges de caràcter documentalista i social. El 1929, va signar un documental extens sobre l'Exposició Internacional de Barcelona, que va plasmar-se en dos àlbums amb fotografies sobre els pavellons i el Palau de la Llum.

## Obra
Algunes de les seves fotografies més reconegudes són els reportatges mèdics i d'animals i plantes, macrofotografies que ell anomenaba microfotografies de gran format.
Va ser un dels representants de la Nova Objectivitat a Catalunya, oposant-se al pictorialisme imperant a l'època. També va realitzar fotografies de l'obra d'artistes coetanis i va treballar professionalment en el món del cinema com a foto fixa.
Va participar en diferents consursos nacionals i internacionals, obtenint diversos guardons.
La seva obra es pot trobar en diferents institucions, com ara al Museu Nacional d'Art de Catalunya, la Filmoteca de Catalunya l'Arxiu Municipal de Còrdova o el Museu Reina Sofia. L'Arxiu Històric Fotogràfic de l'Institut d'Estudis Fotogràfics de Catalunya conserva un fons amb 886 imatges(723 negatius + 163 positius) d'Emili Godes, format tant per fotografia artística com documental, científica i mèdica.